# Эрнст Людвиг (герцог Померании)
Эрнст Людвиг Красивый (нем. Ernst Ludwig von Pommern; 20 ноября 1545, Вольгаст — 17 июня 1592, Вольгаст) — герцог Померании, правивший в Вольгасте в 1560—1592 годах. До 1569 года правил вместе с братьями, а после 1569 года — единолично.

## Биография
Представитель династии Грифичей. Четвёртый сын Филиппа I, герцога Померанского (1531—1532), Щецинского (1531—1532) и Вольгастского (1532—1560), и Марии Саксонской (1515—1583), дочери герцога Иоганна.
Учился в университетах Грайфсвальда, Виттенберга и Парижа. Путешествовал по странам Европы, в частности, посещал Францию и Англию. В 1560 году после смерти своего отца Филиппа I Эрнст Людвиг вместе с братьями Иоганном Фридрихом, Богуславом, Барнимом X Младшим и Казимиром VII унаследовал Вольгастское герцогство. Регентами и опекунами юных братьев были их мать Мария Саксонская и двоюродный дядя, герцог Щецина Барним IX Благочестивый.
В 1569 году Барним IX Благочестивый отказался от власти. Поскольку у него не было сыновей, ему наследовал старший из племянников — Иоанн Фридрих, ставший герцогом Штеттина. Эрнст Людвиг 25 июля 1569 года получил во владение Вольгастское княжество, которое ему уступил старший брат Богуслав XIII. До 1577 года Эрнст Людвиг планировал жениться на поморской дворянке Сидонии фон Борк (1545/1548-1620), но семья герцога не одобрила этот брак. Позднее Сидония фон Борк, обвинённая в колдовстве, была объявлена виновной в пресечении династии Грифичей и сожжена на костре.
Герцог Эрнст Людвиг развивал строительство в своих владениях, в частности, реконструировал замок в Вольгасте после пожара 1557 года. Конфликтовал со своим старшим братом Иоанном Фридрихом, герцогом Щецинским.
46-летний герцог Эрнст Людвиг скончался после тяжелой болезни 7 июня 1592 года в Вольгасте. Был похоронен 19 июля в церкви Святого Петра в Вольгасте. В своём завещании Эрнст Людвиг назначил опекуном малолетнего сына Филиппа Юлия и регентом Вольгастского княжества старшего брата Богуслава XIII.

## Семья и дети
20 октября 1577 года в Вольгасте Эрнст Людвиг женился на Софии Гедвиге Брауншвейг-Вольфенбюттельской (1 декабря 1561 — 30 января 1631), старшей дочери герцога Юлий Брауншвейг-Вольфенбюттельского и Гедвиги Бранденбургской (1540—1602). Супруги имели трёх детей:
- Гедвига Мария (1579—1606), умерла наречённой невестой Иоганна Адольфа Гольштейнского
- Елизавета Магдалена (14 июня 1580— 23 февраля 1649), жена с 1600 года Фридриха Кетлера (1569—1642), герцога Курляндского
- Филипп Юлий (1584—1625) — герцог Вольгастский (1592—1625), женат на Агнессе Бранденбургской.